# Aletis contractimargo
Aletis contractimargo là một loài bướm đêm trong họ Geometridae.